# Europamästerskapen i friidrott 2024 – Herrarnas tresteg
Herrarnas tresteg vid europamästerskapen i friidrott 2024 avgörs mellan den 9 och 11 juni 2024 på Olympiastadion i Rom i Italien.
Guldet togs av spanske Jordan Díaz efter ett hopp på 18,18 meter, vilket blev ett nytt nations- och mästerskapsrekord. Silvret togs av portugisiske Pedro Pichardo och bronset togs av franske Thomas Gogois.

## Rekord
| Rekord inför EM 2024 | Rekord inför EM 2024   | Rekord inför EM 2024 | Rekord inför EM 2024 | Rekord inför EM 2024 |
| -------------------- | ---------------------- | -------------------- | -------------------- | -------------------- |
| Världsrekord         | Jonathan Edwards (GBR) | 18,29 m              | Göteborg, Sverige    | 7 augusti 1995       |
| Europarekord         | Jonathan Edwards (GBR) | 18,29 m              | Göteborg, Sverige    | 7 augusti 1995       |
| Mästerskapsrekord    | Jonathan Edwards (GBR) | 17,99 m              | Budapest, Ungern     | 23 augusti 1998      |
| Världsårsbästa       | Jaydon Hibbert (JAM)   | 17,75 m              | Kingston, Jamaica    | 1 juni 2024          |
| Europaårsbästa       | Andy Díaz (ITA)        | 17,61 m              | Toruń, Polen         | 6 februari 2024      |

## Program
Alla tider är lokal tid (UTC+1)
| Datum        | Tid   | Omgång |
| ------------ | ----- | ------ |
| 9 juni 2024  | 10:45 | Kval   |
| 11 juni 2024 | 20:55 | Final  |

## Resultat

### Kval
Kvalregler: Hopp på minst 16,65 meter 0Q0 eller de 12 friidrottare med längst hopp 0q0 gick vidare till finalen.
| Placering | Grupp | Namn                  | Nationalitet | #1    | #2    | #3    | Distans | Noteringar |
| --------- | ----- | --------------------- | ------------ | ----- | ----- | ----- | ------- | ---------- |
| 1         | A     | Jordan Díaz           | Spanien      | x     | 17,52 |       | 17,52   | 0Q0        |
| 2         | B     | Pedro Pichardo        | Portugal     | 17,48 |       |       | 17,48   | 0Q0        |
| 3         | B     | Emmanuel Ihemeje      | Italien      | 16,98 |       |       | 16,98   | 0Q0        |
| 4         | A     | Tiago Pereira         | Portugal     | 16,83 |       |       | 16,83   | 0Q0        |
| 4         | B     | Max Heß               | Tyskland     | 16,83 |       |       | 16,83   | 0Q0        |
| 6         | A     | Thomas Gogois         | Frankrike    | 16,64 | 16,75 |       | 16,75   | 0Q0        |
| 7         | A     | Jean-Marc Pontvianne  | Frankrike    | x     | 16,75 |       | 16,75   | 0Q0        |
| 7         | A     | Can Özüpek            | Turkiet      | 16,75 |       |       | 16,75   | 0Q0, 0SB0  |
| 9         | B     | Benjamin Compaoré     | Frankrike    | 16,34 | 16,00 | 16,72 | 16,72   | 0Q0, 0SB0  |
| 10        | B     | Necati Er             | Turkiet      | 15,45 | 16,68 |       | 16,68   | 0Q0        |
| 11        | A     | Andrea Dallavalle     | Italien      | 16,03 | 16,57 | 16,59 | 16.59   | 0q0, 0SB0  |
| 12        | B     | Răzvan Cristian Grecu | Rumänien     | x     | 16,15 | 16,48 | 16,48   | 0q0, 0SB0  |
| 13        | B     | Alexis Copello        | Azerbajdzjan | 16,02 | 16,44 | 16,43 | 16,44   | 0SB0       |
| 14        | B     | Tobia Bocchi          | Italien      | 16,39 | 16,43 | 16,27 | 16,43   | qR, 0SB0   |
| 15        | B     | Dimitrios Tsiamis     | Grekland     | 16,32 | 16,33 | 16,32 | 16,33   |            |
| 16        | A     | Tomáš Veszelka        | Slovakien    | 16,23 | 16,28 | 16,31 | 16,31   |            |
| 17        | B     | Vladyslav Shepeliev   | Ukraina      | 15,84 | x     | 16,17 | 16,17   |            |
| 18        | A     | Gabriel Wallmark      | Sverige      | 16,13 | 15,94 | 16,14 | 16,14   | 0SB0       |
| 19        | A     | Razvan-Ioan Nicoară   | Rumänien     | x     | 16,13 | x     | 16,48   |            |
| 20        | A     | Simo Lipsanen         | Finland      | 16,12 | r     |       | 16,12   |            |
| 21        | A     | Lachezar Valchev      | Bulgarien    | 15,96 | 14,10 | 15,79 | 15,96   |            |
| 22        | A     | Artem Konovalenko     | Ukraina      | x     | 15,19 | 15,94 | 15,94   | 0=SB0      |
| 23        | B     | Aaro Davidila         | Finland      | 15,85 | 13,68 | x     | 15,85   |            |
| 24        | A     | Levon Aghasyan        | Armenien     | x     | 15,59 | 15,80 | 15,80   |            |
| 25        | B     | Tuomas Kaukolahti     | Finland      | 15,32 | 15,64 | 15,79 | 15,79   |            |
| 26        | B     | Sandis Dzenītis       | Lettland     | 14,98 | 15,11 | 15,45 | 15,45   | 0SB0       |
| 27        | A     | Andreas Pantazis      | Grekland     | 15,36 | x     | x     | 15,36   |            |
|           | B     | Dimitar Tashev        | Bulgarien    | x     | x     | x     | NM      |            |

### Final
| Placering | Namn                  | Nationalitet | #1    | #2    | #3    | #4    | #5    | #6    | Distans | Noteringar |
| --------- | --------------------- | ------------ | ----- | ----- | ----- | ----- | ----- | ----- | ------- | ---------- |
| 1         | Jordan Díaz           | Spanien      | 17,56 | 17,82 | x     | 17,96 | 18,18 | –     | 18,18   | 0MR0, 0NR0 |
| 2         | Pedro Pichardo        | Portugal     | 17,51 | 18,04 | 17,55 | –     | 17,57 | 17,92 | 18,04   | 0NR0       |
| 3         | Thomas Gogois         | Frankrike    | 16,56 | x     | 16,90 | 16,96 | x     | 17,38 | 17,38   | 0PB0       |
| 4         | Tiago Pereira         | Portugal     | 17,08 | x     | x     | x     | 14,65 | 16,20 | 17,08   | 0=SB0      |
| 5         | Max Heß               | Tyskland     | 16,92 | 17,04 | x     | 16,87 | 15,56 | x     | 17,04   | 0SB0       |
| 6         | Jean-Marc Pontvianne  | Frankrike    | x     | 17,04 | x     | 16,83 | 16,76 | x     | 17,04   |            |
| 7         | Emmanuel Ihemeje      | Italien      | 16,87 | x     | 16,91 | 16,92 | 16,00 | x     | 16,92   |            |
| 8         | Andrea Dallavalle     | Italien      | x     | 16,63 | 16,90 | x     | 16,90 | 16,85 | 16,90   | 0SB0       |
| 9         | Necati Er             | Turkiet      | 14,27 | 16,61 | 16,54 |       |       |       | 16,61   |            |
| 10        | Can Özüpek            | Turkiet      | 16,14 | 14,30 | 16,23 |       |       |       | 16,23   |            |
| 11        | Tobia Bocchi          | Italien      | 16.16 | x     | 16,18 |       |       |       | 16,18   |            |
| 12        | Benjamin Compaoré     | Frankrike    | 16.05 | x     | 16,00 |       |       |       | 16,05   |            |
| 13        | Răzvan Cristian Grecu | Rumänien     | x     | 15,96 | x     |       |       |       | 15,96   |            |